# Peter Frischknecht
Pour les articles homonymes, voir Frischknecht.
Peter Frischknecht (né le 12 mars 1946 à Uster) est un coureur cycliste suisse. Champion de Suisse de cyclo-cross en 1974 et 1978, il a été vice champion du monde chez les amateurs en 1968 et chez les professionnels en 1976, 1977 et 1978. Il est le père de Thomas Frischknecht, champion du monde de VTT, et le grand-père d'Andri Frischknecht, également pilote de VTT.

## Palmarès
| Saison / Compétition | Championnat du monde | Championnat de Suisse |
| 1966/1967 (amateur)  | Bronze               | Bronze                |
| 1967/1968 (amateur)  | Argent               |                       |
| 1968/1969 (amateur)  | 6e                   | Argent                |
| 1969/1970            |                      | Argent                |
| 1970/1971            | 4e                   |                       |
| 1971/1972            | 9e                   | Argent                |
| 1972/1973            | 6e                   | Argent                |
| 1973/1974            | Bronze               | 1er                   |
| 1974/1975            | Bronze               | Bronze                |
| 1975/1976            | Argent               | Argent                |
| 1976/1977            | Argent               | Argent                |
| 1977/1978            | Argent               | 1er                   |
| 1978/1979            |                      | Argent                |
| 1979/1980            | 5e                   | Argent                |
| 1980/1981            | 4e                   | Argent                |
| 1981/1982            |                      | Argent                |
| 1982/1983            | 9e                   | Argent                |